# Sfeșnic

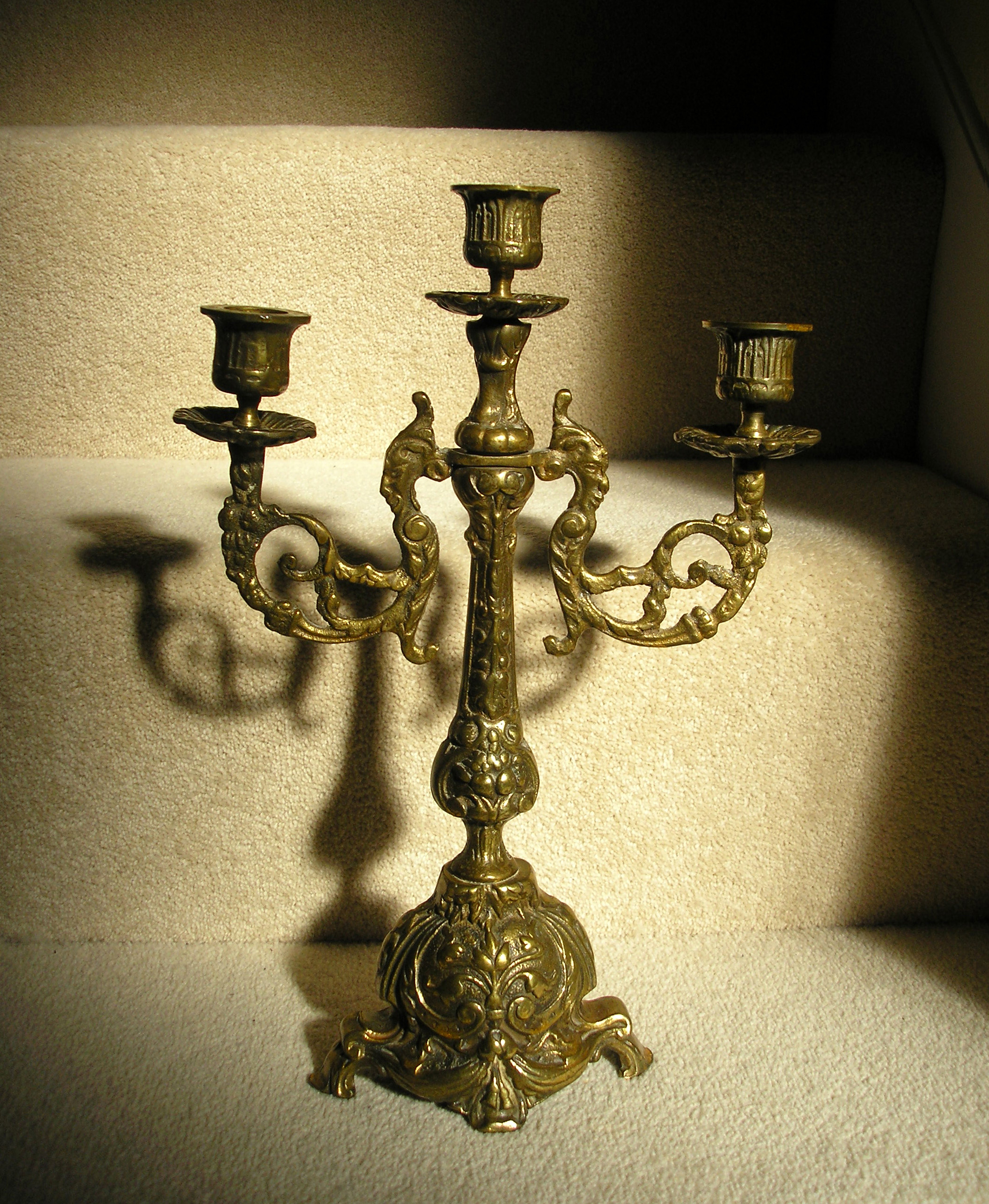
Sfeșnic din bronz cu trei brațe

Sfeșnicul este un obiect a cărui funcție este de a servi drept suport pentru lumânări sau candele.

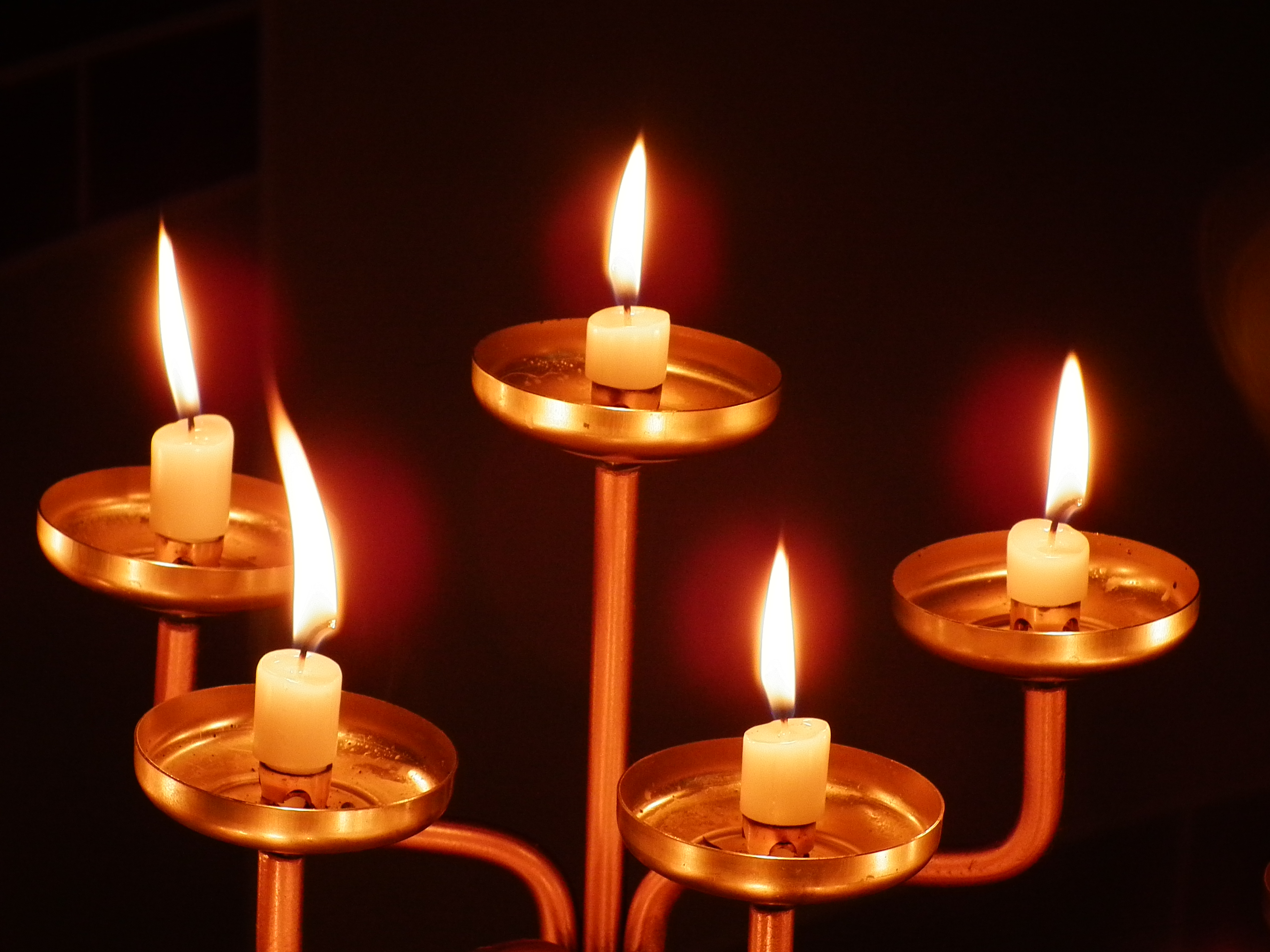